# Banc de charge
Un banc de charge également nommé banc de test est un dispositif qui applique une charge électrique à des résistances de puissance permettant de tester le fonctionnement d'un équipement - moteur, turbine, groupe électrogène - ou de dissiper sa charge électrique. 
Certains tests sur banc de charge comme ceux destinés aux groupes électrogènes d'installations critiques pour les hôpitaux ou prisons sont rendus obligatoires par la loi. Le groupe électrogène constitue en effet, au sens de la réglementation pour les établissements recevant du public, une source électrique de secours et il participe donc au respect de l'obligation de continuité de services comme le dispose la circulaire du ministère de la santé DHOS/E4 n°2006-383.

## Applications
Les bancs de charge sont utilisés pour de multiples applications comme  : 
- Création d'une charge fictive pour un moteur ;
- Lestage d'un moteur ou d'un groupe électrogène ;
- Test de fabrication d'un moteur ;
- Test périodique du bon fonctionnement d'un alternateur ou d'une turbine ;
- Décharge de batteries en courant continu ;
- Test du fonctionnement d'un UPS ;
- Test de fonctionnement d'un Système de Transfert Statique de Source[4] ;
- Test de réinjection d'une surcharge de courant ;
- Test du bon fonctionnement d'une climatisation ;
- Dissipation d'énergie par effet Joule ;
- Maintenance de divers équipements électriques.

## Secteurs d'utilisations
Les bancs de charge sont utilisés dans de nombreux secteurs : 
- Centre de données ou salles informatiques : recette de site, test des onduleurs test de climatisation et maintenance[5] ;
- Établissement recevant du public (ERP): maintenance, test de charge d'un groupe électrogène vérification tous les 15 jours, essai de 30 min en charge (à 50% minimum) tous les mois selon la circulaire DHOS/E4 n°2006-383 et l'arrêté du 19 novembre 2001[6] ;
- Prison : maintenance, recette de moteur ;
- Centrale nucléaire : maintenance et test de charge des groupes électrogènes[7] ;
- Centrales thermique, hydrauliques : maintenance, recette de moteur & turbine ;
- Éolienne et panneaux photovoltaïques : recette de site, dissipation, maintenance ;
- Marine : recette de moteur.

## Types de bancs
Il existe trois types de bancs de charge en fonction de l'équipement testé : 
- résistif quand le facteur puissance de l'équipement est égal à 1 ou -1 ;
- inductif quand le facteur de puissance de l'équipement est entre 0 et 1 ;
- capacitif quand le facteur de puissance de l'équipement est entre -1 et 0.